# 내산 박장환·모 인동장씨 정려
내산 박장환·모 인동장씨 정려는 충청남도 부여군 내산면 운치리에 있는 정려이다. 2019년 12월 20일 부여군의 향토문화유산 제145호로 지정되었다.

## 지정 사유
박종곤(1738~1804)의 처 인동장씨, 아들 박장환의 효열을 후대에 널리 선양하기 위하여 고종 27년(1890) 10월에 동시에 명정이 이루어졌다. 정려각 안에는 2개의 명정 현판이 있는데, 정려각의 정면이 2칸인 것은 처음부터 박장환 모자의 명정 현판을 함께 게판하기 위해 고려된 것으로 보인다. 정려각은 명정 현판이 내릴 당시 현재의 위치에 건립된 것이 확실시된다. 정려 당사자들의 인적사항이 명확할 뿐 아니라 정려각도 비교적 원형을 잘 지켜왔다. 부여군의 정신사적인 면에서도 기릴만한 가치가 충분하다고 판단되어 부여군 향토문화유산으로 지정되었다.